# Doubravice (tvrz, okres Šumperk)
Ves Doubravice se nachází přibližně 5 km jihovýchodně od Mohelnice. Zde stála původně tvrz doložená rokem 1382 jako majetek Vladyků ze Žeranovic.

## Historie
Název vsi Doubravice připomíná les Doubravu na jehož lokalitě byla ještě v předkolonizační době založena. V pramenech je poprvé zmiňována v l. 1299–1301 v souvislosti s Protivou ze Zábřeha, Vildenberka a Doubravice. Někteří letopisci soudí podle pečeti, že Protiva náležel k rodu pánů z Vildenberka, který sídlil ve 14. století na Bouzově.
Tvrz je však poprvé výslovně uváděná za držitele Doubravice Hynka ze Žeranovic v roce 1382. Později se stala střediskem malého panství s často se střídajícími majiteli. V průběhu 14. století sdílelo doubravické zboží několikráte osudy sousedního bouzovského panství, jehož držitelé bývali majetkově spjati s touto vsí. Původní tvrz však byla zničena za bojů mezi markrabaty Joštem a Prokopem, kdy v r. 1405 zpustošil Doubravice litovelský hejtman Přibík z Odlochovic. V r. 1448 se již uvádí jako pustá a tehdy ves s tvrzištěm kupuje Hynek z Rokytnice, který ji následně daroval Janu ze Slavíkovic.
Kolem r.1450 již vlastnil doubravické zboží dle zemských desk Jan Bítovský ze Slavíkovic. V 1. polovině 16. století zde obnovili Bítovští za Slavíkovic renesanční tvrz, protože Václav Záviš, zvaný starší Bítovský (†1553) na ní opět sídlil. Od r. 1492 pak drželi Doubravici Bítovští ze Slavíkovic až do r. 1624, kdy ji Anna ze Zástřizl, rozená Bítovská ze Slavíkovic, na Malenovicích a Loukách, prodala r. 1624 Kateřině Lvové z Rožmitálu. Doubravici držel od r. 1626 manžel Kateřiny Lvové, Zdeněk František Lev z Rožmitálu a Blatné v Čechách. Seděl tu ještě r. 1631.
Třicetiletá válka však znamenala její definitivní zánik. Roku 1642 byla ves s tvrzí vypleněna švédským vojskem. Z kamenů bývalé tvrze, kterou stará ústní tradice umísťuje do východní části vsi nazývané Prchov, byl postaven pozdější doubravický zámek.